# Europamesterskabet i fodbold 2021, Gruppe D
Gruppe D ved Europamesterskabet i fodbold 2021 fandt sted fra 13. til 22. juni 2021 på Hampden Park i Glasgow og på Wembley Stadion i London. Gruppen bestod af værtsnationen England, Kroatien og værtsnationen Skotland og Tjekkiet.

## Hold
| Lodtræknings position | Hold            | Lag | Metode til kvalifikation | Dato for kvalifikation | Deltagelse i slutrunder | Sidste deltagelse | Tidligere bedste placering             | Kvalificerende Rankings November 2019 | FIFA Ranking Juni 2021 |
| --------------------- | --------------- | --- | ------------------------ | ---------------------- | ----------------------- | ----------------- | -------------------------------------- | ------------------------------------- | ---------------------- |
| D1                    | England (vært)  | 1   | Gruppe A winner          | 14 November 2019       | 10.                     | 2016              | Tredjeplads (1968), Semi-finals (1996) | 3                                     | 4                      |
| D2                    | Kroatien        | 2   | Gruppe E vinder          | 16 November 2019       | 6.                      | 2016              | Kvartfinaler (1996, 2008)              | 10                                    | 14                     |
| D3                    | Skotland (vært) | 4   | Play-off Path C winner   | 12 November 2020       | 3.                      | 1996              | Gruppespil (1992, 1996)                | 29                                    | 44                     |
| D4                    | Tjekkiet        | 3   | Gruppe A toer            | 14 November 2019       | 10.                     | 2016              | Winners (1976)                         | 18                                    | 40                     |

1. ↑  Samlet ranking fra Kvalifikation til EM i fodbold fra november 2019 blev benyttet til seedning til den endelige lodtrækning.

## Stilling
| Pos | Hold     | K | V | U | T | M+ | M- | MF | P | Kvalifikation              |
| --- | -------- | - | - | - | - | -- | -- | -- | - | -------------------------- |
| 1   | England  | 3 | 2 | 1 | 0 | 2  | 0  | +2 | 7 | Går videre til slutspillet |
| 2   | Kroatien | 3 | 1 | 1 | 1 | 4  | 3  | +1 | 4 | Går videre til slutspillet |
| 3   | Tjekkiet | 3 | 1 | 1 | 1 | 3  | 2  | +1 | 4 | Går videre til slutspillet |
| 4   | Skotland | 3 | 0 | 1 | 2 | 1  | 5  | −4 | 1 |                            |

## Kampe

### England vs Kroatien
| 13. juni 2021 15:00 (14:00 UTC+1) |

| England        | 1–0     | Kroatien |
| -------------- | ------- | -------- |
| - Sterling 57' | Rapport |          |

| Wembley Stadion, London Tilskuere: 18.497 Dommer: Daniele Orsato (Italien) |

| England | Kroatien |

| GK               | 1  | Jordan Pickford       |     |       |
| RB               | 2  | Kyle Walker           |     |       |
| CB               | 5  | John Stones           |     |       |
| CB               | 15 | Tyrone Mings          |     |       |
| LB               | 12 | Kieran Trippier       |     |       |
| CM               | 14 | Kalvin Phillips       |     |       |
| CM               | 4  | Declan Rice           |     |       |
| RW               | 10 | Raheem Sterling       |     | 90+2' |
| AM               | 19 | Mason Mount           |     |       |
| LW               | 20 | Phil Foden            | 64' | 71'   |
| CF               | 9  | Harry Kane (anfører)  |     | 82'   |
| Indskiftninger:  |    |                       |     |       |
| FW               | 11 | Marcus Rashford       |     | 71'   |
| MF               | 26 | Jude Bellingham       |     | 82'   |
| FW               | 18 | Dominic Calvert-Lewin |     | 90+2' |
| Træner:          |    |                       |     |       |
| Gareth Southgate |    |                       |     |       |

| GK              | 1  | Dominik Livaković     |     |     |
| RB              | 2  | Šime Vrsaljko         |     |     |
| CB              | 21 | Domagoj Vida          |     |     |
| CB              | 5  | Duje Ćaleta-Car       | 42' |     |
| LB              | 25 | Joško Gvardiol        |     |     |
| DM              | 11 | Marcelo Brozović      | 66' | 70' |
| CM              | 10 | Luka Modrić (anfører) |     |     |
| CM              | 8  | Mateo Kovačić         | 48' | 85' |
| RW              | 9  | Andrej Kramarić       |     | 70' |
| LW              | 4  | Ivan Perišić          |     |     |
| CF              | 17 | Ante Rebić            |     | 78' |
| Indskiftninger: |    |                       |     |     |
| MF              | 13 | Nikola Vlašić         |     | 70' |
| FW              | 7  | Josip Brekalo         |     | 70' |
| FW              | 20 | Bruno Petković        |     | 78' |
| MF              | 15 | Mario Pašalić         |     | 85' |
| Træner:         |    |                       |     |     |
| Zlatko Dalić    |    |                       |     |     |

| Man of the Match: Raheem Sterling (England) Linjedommere: Alessandro Giallatini (Italien) Fabiano Preti (Italien) Fourth official: Björn Kuipers (Holland) Reserve linjedommer: Sander van Roekel (Holland) Video assistent dommer: Massimiliano Irrati (Italien) Assistant video assistent dommere: João Pinheiro (Portugal) Filippo Meli (Italien) Paolo Valeri (Italien) |

### Skotland vs Tjekkiet
| 14. juni 2021 15:00 (14:00 UTC+1) |

| Skotland | 0–2     | Tjekkiet            |
| -------- | ------- | ------------------- |
|          | Rapport | - Schick 42', 52' · |

| Hampden Park, Glasgow Tilskuere: 9,847 Dommer: Daniel Siebert (Tyskland) |

| Skotland | Tjekkiet |

| GK              | 1  | David Marshall       |  |     |
| CB              | 5  | Grant Hanley         |  |     |
| CB              | 16 | Liam Cooper          |  |     |
| CB              | 24 | Jack Hendry          |  | 67' |
| CM              | 17 | Stuart Armstrong     |  | 67' |
| CM              | 7  | John McGinn          |  |     |
| CM              | 4  | Scott McTominay      |  |     |
| RW              | 2  | Stephen O'Donnell    |  | 79' |
| LW              | 3  | Andrew Robertson (c) |  |     |
| CF              | 9  | Lyndon Dykes         |  | 79' |
| CF              | 11 | Ryan Christie        |  | 46' |
| Indskiftninger: |    |                      |  |     |
| FW              | 10 | Ché Adams            |  | 46' |
| MF              | 8  | Callum McGregor      |  | 67' |
| MF              | 20 | Ryan Fraser          |  | 67' |
| MF              | 25 | James Forrest        |  | 79' |
| FW              | 19 | Kevin Nisbet         |  | 79' |
| Træner:         |    |                      |  |     |
| Steve Clarke    |    |                      |  |     |

| GK               | 1  | Tomáš Vaclík        |  |     |
| RB               | 5  | Vladimír Coufal     |  |     |
| CB               | 3  | Ondřej Čelůstka     |  |     |
| CB               | 6  | Tomáš Kalas         |  |     |
| LB               | 18 | Jan Bořil           |  |     |
| CM               | 15 | Tomáš Souček        |  |     |
| CM               | 21 | Alex Král           |  | 67' |
| RW               | 12 | Lukáš Masopust      |  | 72' |
| AM               | 8  | Vladimír Darida (c) |  | 87' |
| LW               | 14 | Jakub Jankto        |  | 72' |
| CF               | 10 | Patrik Schick       |  | 87' |
| Indskiftninger:  |    |                     |  |     |
| DF               | 9  | Tomáš Holeš         |  | 67' |
| FW               | 19 | Adam Hložek         |  | 72' |
| FW               | 20 | Matěj Vydra         |  | 72' |
| MF               | 13 | Petr Ševčík         |  | 87' |
| FW               | 11 | Michael Krmenčík    |  | 87' |
| Træner:          |    |                     |  |     |
| Jaroslav Šilhavý |    |                     |  |     |

| Man of the Match: Patrik Schick (Tjekkiet) Linjedommere: Jan Seidel (Tyskland) Rafael Foltyn (Tyskland) Fourth official: Georgi Kabakov (Bulgarien) Reserve assistant dommer: Martin Margaritov (Bulgarien) Video assistant dommer: Marco Fritz (Tyskland) Assistant video assistant dommere: Christian Dingert (Tyskland) Christian Gittelmann (Tyskland) Alejandro Hernández Hernández (Spanien) |

### Kroatien vs Tjekkiet
| 18. juni 2021 18:00 (17:00 UTC+1) |

| Kroatien      | 1–1     | Tjekkiet              |
| ------------- | ------- | --------------------- |
| - Perišić 47' | Rapport | - Schick 37' (str.) · |

| Hampden Park, Glasgow Tilskuere: 5.607 Dommer: Carlos del Cerro Grande (Spanien) |

| Kroatien | Tjekkiet |

| Man of the Match: Luka Modrić (Kroatien) Linjedommere: Juan Carlos Yuste Jiménez (Spanien) Roberto Alonso Fernández (Spanien) Fourth official: Sandro Schärer (Schweiz) Reserve assistant referee: Stéphane De Almeida (Schweiz) Video assistant dommer: Juan Martínez Munuera (Spanien) Assistant video assistant dommere: Marco Di Bello (Italien) Íñigo Prieto López de Cerain (Spanien) Massimiliano Irrati (Italien) |

### England vs Skotland
| 18. juni 2021 21:00 (20:00 UTC+1) |

| England | 0–0     | Skotland |
| ------- | ------- | -------- |
|         | Rapport |          |

| Wembley Stadium, London Tilskuere: 20,306 Dommer: Antonio Mateu Lahoz (Spain) |

| England | Skotland |

### Kroatien vs Skotland
| 22. juni 2021 21:00 (20:00 UTC+1) |

| Kroatien                                | 3–1     | Skotland         |
| --------------------------------------- | ------- | ---------------- |
| - Vlašić 17' - Modrić 62' - Perišić 77' | Rapport | - McGregor 42' · |

| Hampden Park, Glasgow Tilskuere: 9.896 Dommer: Fernando Rapallini (Argentina) |

### Tjekkiet vs England
| 22. juni 2021 21:00 (20:00 UTC+1) |

| Tjekkiet | 0–1     | England          |
| -------- | ------- | ---------------- |
|          | Rapport | - Sterling 12' · |

| Wembley Stadium, London Tilskuere: 19.104 Dommer: Artur Soares Dias (Portugal) |

## References
1. ↑  "UEFA Euro 2020: 2021 Kamp schedule" (PDF). UEFA.com. Union of European Football Associations. maj 2021. Hentet 12. maj 2021. (Webside ikke længere tilgængelig)
2. ↑  From 1960 to 1980, the Tjekkiet competed as Czechoslovakia.
3. ↑  "Full Time Summary – England v Kroatien" (PDF). UEFA.com. Union of European Football Associations. 13. juni 2021. Hentet 13. juni 2021.
4. 1 2 3  "Tactical Line-ups – England v Kroatien" (PDF). UEFA.com. Union of European Football Associations. 13. juni 2021. Hentet 13. juni 2021.
5. 1 2 3  "Every EURO 2020 Star of the Kamp". UEFA.com. Union of European Football Associations. 11. juni 2021. Hentet 13. juni 2021.
6. 1 2  "Tactical Line-ups – Skotland v Tjekkiet" (PDF). UEFA.com. Union of European Football Associations. 14. juni 2021. Hentet 14. juni 2021.
7. ↑  "Full Time Summary – Croatia v Czech Republic" (PDF). UEFA.com. Union of European Football Associations. 18. juni 2021. Hentet 18. juni 2021.
8. 1 2 3  "Tactical Line-ups – Kroatien v Tjekkiet" (PDF). UEFA.com. Union of European Football Associations. 18. juni 2021. Hentet 18. juni 2021.
9. ↑  "Full Time Summary – England v Scotland" (PDF). UEFA.com. Union of European Football Associations. 18. juni 2021. Hentet 18. juni 2021.
10. 1 2  "Tactical Line-ups – England v Skotland" (PDF). UEFA.com. Union of European Football Associations. 18. juni 2021. Hentet 18. juni 2021.
11. ↑  "Full Time Summary – Croatia v Scotland" (PDF). UEFA.com. Union of European Football Associations. 22. juni 2021. Hentet 22. juni 2021.